# Libiąż
Libiąż là một thị trấn thuộc huyện Chrzanowski, tỉnh Małopolskie ở nam Ba Lan. Thị trấn có diện tích 36 km². Đến ngày 1 tháng 1 năm 2011, dân số của thị trấn là 17405 người và mật độ 485 người/km².